# Salvatore Chirolli
Salvatore Chirolli (Foggia, 21 novembre 1936) è un politico italiano.

## Biografia
Nato a Foggia nel 1936, fu uno storico esponente foggiano della Democrazia Cristiana, partito al quale si era iscritto nel 1954. Militò nell'Azione Cattolica e si formò politicamente a Roma presso il Centro studi "Alcide De Gasperi" della Camilluccia. Tra le varie cariche ricoperte in seno al partito, si ricordano quelle di delegato giovanile al comune di Foggia, segretario della sezione "Vanoni" e componente del comitato provinciale di Foggia.
Fu anche dirigente dello IACP, membro del consiglio d'amministrazione dei Conservatori raggruppati di Foggia (1970-1987), membro della commissione tecnica provinciale IACP (1981-1990), presidente della commissione comunale per l'urbanistica e i lavori pubblici (1985-1990) e presidente della commissione edilizia (1993-1995).
Più volte eletto consigliere comunale nella sua città, ricoprì anche la carica di assessore. Il 3 agosto 1992 venne eletto sindaco di Foggia, ultimo sindaco scelto in seno al consiglio comunale prima dell'elezione diretta e l'ultimo appartenente alla Democrazia Cristiana. Rimase in carica fino all'8 maggio 1995.
Dal 1992 al 1996 è stato consigliere dell'Università degli Studi di Bari.